# Бронепалубни крайцери тип „Денвър“
Денвър (на английски: Denver) са серия бронепалубни крайцери на ВМС на САЩ. Проектът е строен по програмата за развитие на флота от 1899 г. Всичко от серията са построени 6 единици: „Денвър“ (на английски: USS Denver, C-14), „Де Мойн“ (на английски: USS Des Moines, C-15), „Чатануга“ (на английски: USS Chattanooga, C-16), „Галвистън“ (на английски: USS Galveston, C-17), „Такома“ (на английски: USS Tacoma, C-18) и „Кливланд“ (на английски: USS Cleveland, C-19). Явяват се междинен клас кораби между крайцер и канонерска лодка. Предназначени са за служба като стационари в тропически води.

## Проектиране
Появата на новата серия крайцери е продиктувана от промяната в линията на външната поплитика на САЩ в края на 19 век. Новите колонии, политиката на „отворените врати“ в Китай, и общото нарастване на външнополитическата активност, водят до необходимост в състава на флота да има малки и не скъпи кораби, които да са способни да изпълняват роля на стационари. Те следва да действат и в реките на Китай, както и зоната на Карибско море.
В американския флот тези кораби са наречени „мирни крайцери“ (на английски: peace cruisers). Шестте единици са поръчани 1899 г., като много от корабите са възложени на корабостроителници, които преди това не са строели военни кораби, за развитие на корабостроителната промишленост на САЩ. Това решение води до това, че „Чатануга“ и „Галвистън“ се дострояват на стапелите на корабостроителници на ВМС.

## Конструкция
По своята конструкция крайцерите на типа „Денвър“ са неголеми гладкопалубни кораби, създандени на базата на проекта „Монтгомъри“ и фактически са увеличени канонерски лодки. Проектът е съществено опростен, за да може да се изпълни от неопитните строители. На бойния им потенциал се гледа като на второстепенен фактор и той не съответства на нормите на военното време. Дъната на корпуса са обшити с дърво и мед, за да се намали наслояването на налепи. Просторните подпалубни помещения позволяват превозването на войски и имат електрическа вентилация.

### Въоръжение
Основната огнева мощ на крайцерите са 127 mm оръдия Mark 5 с дължина на ствола 50 калибра. Установката тежи 9253 kg, масата на снаряда е от 22,7 kg до 27,2 kg. При начална скорост на снаряда от 914 m/s, далекобойността на лекия снаряд е 17 370 m. Техническата скорострелност съставлява 6 – 8 изстрела в минута. Крайцерите имат по 10 такива оръдия, две от които са в краищата на горната палуба, останалите са в, в каземати на главната палуба.
Останалата артилерия е представена от слаби оръдия калибри 57 mm и 37 mm. Последните могат да изстрелват до 25 снаряда в минута.

## История на службата
|             | Заложен              | Спунат на вода       | Влиза в строй       | Съдба                                                                               |
| ----------- | -------------------- | -------------------- | ------------------- | ----------------------------------------------------------------------------------- |
| „Денвър“    | 28 юни 1900 г.       | 21 юни 1902 г.       | 17 май 1904 г.      | Продаден за скрап 1930 г.                                                           |
| „Де Мойн“   | 28 август 1900 г.    | 20 септември 1902 г. | 5 март 1904 г.      | Продаден за скрап 1930 г.                                                           |
| „Чатануга“  | 29 март 1900 г.      | 7 март 1903 г.       | 11 октомври 1904 г. | Продаден за скрап 1930 г.                                                           |
| „Галвистън“ | 19 януари 1901 г.    | 23 юли 1903 г.       | 15 февруари 1905 г. | Продаден за скрап 1933 г.                                                           |
| „Такома“    | 27 септември 1900 г. | 2 юни 1903 г.        | 30 януари 1904 г.   | На 16 януари 1924 г. се натъква на рифа Бланкиля до пристанището Веракрус и потъва. |
| „Кливланд“  | 1 юни 1900 г.        | 28 септември 1901 г. | 2 ноември 1903 г.   | Продаден за скрап 1930 г.                                                           |

## Коментари
1. ↑  Префиксът „USS“ е от на английски: United States Ship (Кораб на Съединените щати).
2. ↑  Буквите показват принадлежността на кораба към съответен клас: ВВ – линкор, СС, CL, СА – съответно линеен, лек или тежък крайцер, CV – самолетоносач, DD – разрушител, SS – подводница и т.н.